# Зуйський район
Зуйський район (крим. Zuya rayonı, Зуя районы) — колишня адміністративно-територіальна одиниця Кримської АРСР та Кримської області.
Район був утворений постановою Всеросійського центрального виконавчого комітету від 10 червня 1937 року, включенням семи сільрад з Карасубазарського, двох — із Біюк-Онларського і семи із Сімферопольського району.
В 1938 район був ліквідований, пізніше ймовірно відновлений, як такий, що ліквідований не вірно . Непрямою ознакою існування району є наявність Зуйського райкому ВКП(б), першим секретарем якого у 1939—1941 роках був М. Д. Луговий.
За даними всесоюзного перепису населення 1939 року чисельність жителів району становила 16324 особи. У національному відношенні було враховано :
| Національність  | Чисельність |
| --------------- | ----------- |
| Росіяни         | 8748        |
| Кримські татари | 3032        |
| Кримські німці  | 2333        |
| Українці        | 1201        |
| Вірмени         | 266         |
| Болгари         | 166         |
| Греки           | 154         |
| Євреї           | 87          |

З 25 червня 1946 року район у складі Кримської області РРФСР. 26 квітня 1954 року Кримська область була передана зі складу РРФСР до складу УРСР. Указом Президії Верховної Ради УРСР від 23 вересня 1959 року та рішенням Кримоблвиконкому від 24 вересня 1959 року район було ліквідовано. Червоно-Кримська, Литвинівська та Мазанська сільради були передані до Сімферопольського району, решта — до Білогірського .